# Sarí-Baix
Sarí-Baix (en (ucraïnès): Сари-Баш, en rus: Сары-Баш) és un poble de la República Autònoma de Crimea, a Ucraïna, que el 2014 tenia 769 habitants. Pertany al districte rural de Pervomàiske.